# ایجدانک
ایجدانک، روستایی از توابع بخش جوادآباد شهرستان ورامین در استان تهران ایران است که موقعیت جغرافیایی ایران به عرض جغرافیایی ۱۷ دقیقه و ۳۵ درجه و طول جغرافیایی ۳۶ دقیقه و ۵۱ درجه است. فاصله آن با شهر ورامین حدود ۸ کیلومتر است. دارای باغ‌های سیب فراوان که سیب قندک آن معروف می‌باشد. محصولات کشاورزی آن شامل غلات، پنبه، صیفی جات، علوفه دامی، حبوبات و چند کارگاه صنعتی و دامپروری و مرغداری می‌باشد.

## جمعیت
این روستا در دهستان بهنام وسط جنوبی قرار دارد و براساس سرشماری مرکز آمار ایران در سال ۱۳۸۵، جمعیت آن ۱۲۱ نفر (۳۶خانوار) بوده‌است که بیشترین اقوام ساکن آن سیل سپور، منصوری، قاسمی، حسینی، تاجیک و حشمدار می‌باشند.

## وجه تسمیه
معنی ایج یعنی دژ، قلعه و دانک به معنی کوچک می‌باشد که در کل به معنی قلعه کوچک می‌باشد.

## تاریخچه
روستای ایجدانک از قدیمی‌ترین روستاهای دشت ورامین است و آثار تاریخی و فرهنگی فراوانی دارد که عبارتند از تپه (قلعه) شرق روستا، حمام، مسجد، قبرستان قدیمی، دخمه‌ها، امامزاده غیبی یعقوب و نقاره خانه (قربال)

### تپه (قلعه باستانی)
این تپه (قلعه) در فاصله ۵۰۰ متری شرق روستا واقع شده‌است که ورقی از سند تاریخ ورامین را حکایت می‌کند که در چند سال اخیر توسط دستگاه‌های دولتی مورد حفاری قرار گرفته‌است.

### نقاره خانه (قربال)
در قسمت جنوب همین قلعه، نقاره خانه بوده که به تلی از خاک تبدیل شده‌است. به گفته پیر محل خان محمد منصوری در فاصله ۲۰۰ متری چهار نقاره خانه (قربال) در چهار طرف داشت که امروزه تخریب شده.

### امامزاده غیبی یعقوب
این زیارتگاه که فقط چهار دیواری است در قسمت شمال مدرسه واقع شده‌است که مردم روستا از معجزات و کرامات آن تعریف می‌کند که برای زیارت و راز و نیاز خود به این مکان می‌آمدند و زنان روستا نذورات خود را در این محل ادا می‌کنند و اولین متولّی آن به نام هاجر خاتون بوده‌است.

### حمام و مسجد
حمامی گنبدی شکل که از سطح زمین ۳ متر پایین‌تر می‌باشد که از چند قسمت تشکیل می‌شود: ۱ - رختکن ۲- خزانه ۳- حوض پاشور ۴- تیون ۵- کوره ۶- آب انبار بانی این ساخت حمام خزانهٔ خالد خان سیلسپور بوده. معمار آن استاد هاشم سیلسپور بوده و بانی مسجد، آب انبار امین السلطان میرزا علی اصغر خان بوده‌است که در زمان قاجار و ناصرالدین شاه آن را ساخته‌است. تعمیر آن توسط استاد معمار مدخان وزیری صورت گرفته‌است به گفته پیر محل خان محمد منصوری تاریخ ساخت آن ۱۳۰۳ هجری قمری بوده‌است.

### دخمه (سردابه )های به یاد ماندنی
این دخمه‌ها که در قبرستان قدیمی جنوب روستای ایجدانک می‌باشد که جسد را به صورت امانت در دخمه‌ها نگهداری می‌شده و بعد از مدتی استخوان آنها را جمع‌آوری در جعبه یا گونی قرار می‌داده‌اند و در محل مورد نظر با وسایل چهارپایان این کار صورت می‌گرفته که بیشتر به شهرهای نجف، کربلا، قم و دیگر جاها می‌بردند و در آنجا دفن می‌کردند. علت این شگرد کار نبودن وسایل کافی یا ماشین بوده‌است و این دخمه‌ها با مصالح آجر و گچ در سطح زمین ساخته می‌شده و در این قبرستان ۱۵ دخمه باقی مانده‌است. این دخمه‌ها به دوران زندیه تا قاجاریه و پهلوی اول می‌رسد.